# Levkojen
Die Levkojen (Matthiola) sind eine Pflanzengattung in der Familie der Kreuzblütengewächse (Brassicaceae). Die etwa 50 Arten sind vor allem im Mittelmeerraum und in Asien verbreitet; einige Arten kommen in der Kapflora (Capensis), im östlichen Afrika und zwei Arten in Makaronesien vor. Zwei Arten sind in vielen Teilen der Welt Neophyten. Von wenigen Arten gibt es viele Sorten, die als Beet- und Balkonpflanzen oder zur Gewinnung von Schnittblumen genutzt werden.

## Beschreibung

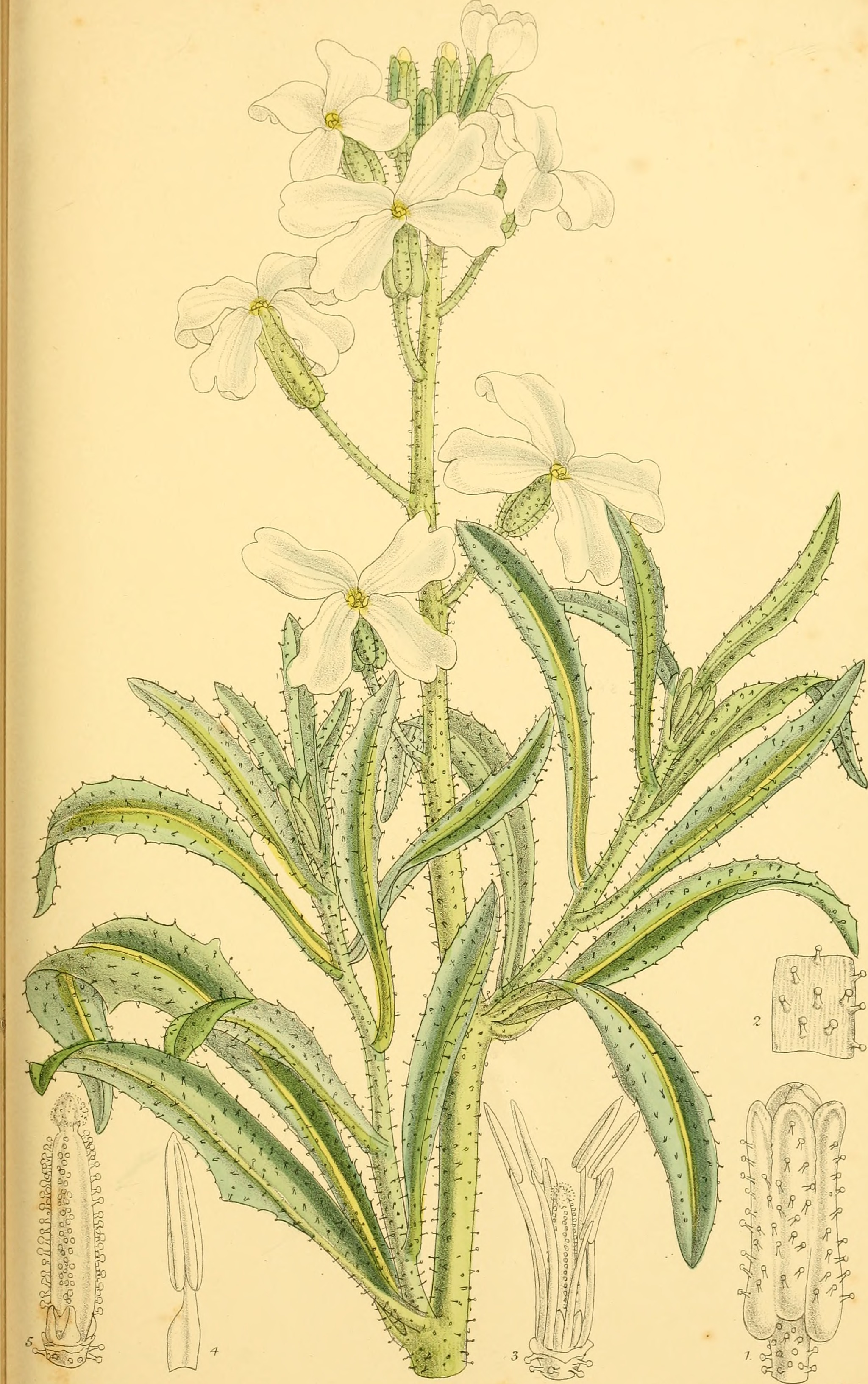
Illustration aus Bulletin de la Société des sciences naturelles de l'Ouest de la France, 1900 der Strand-Levkoje (Matthiola sinuata)

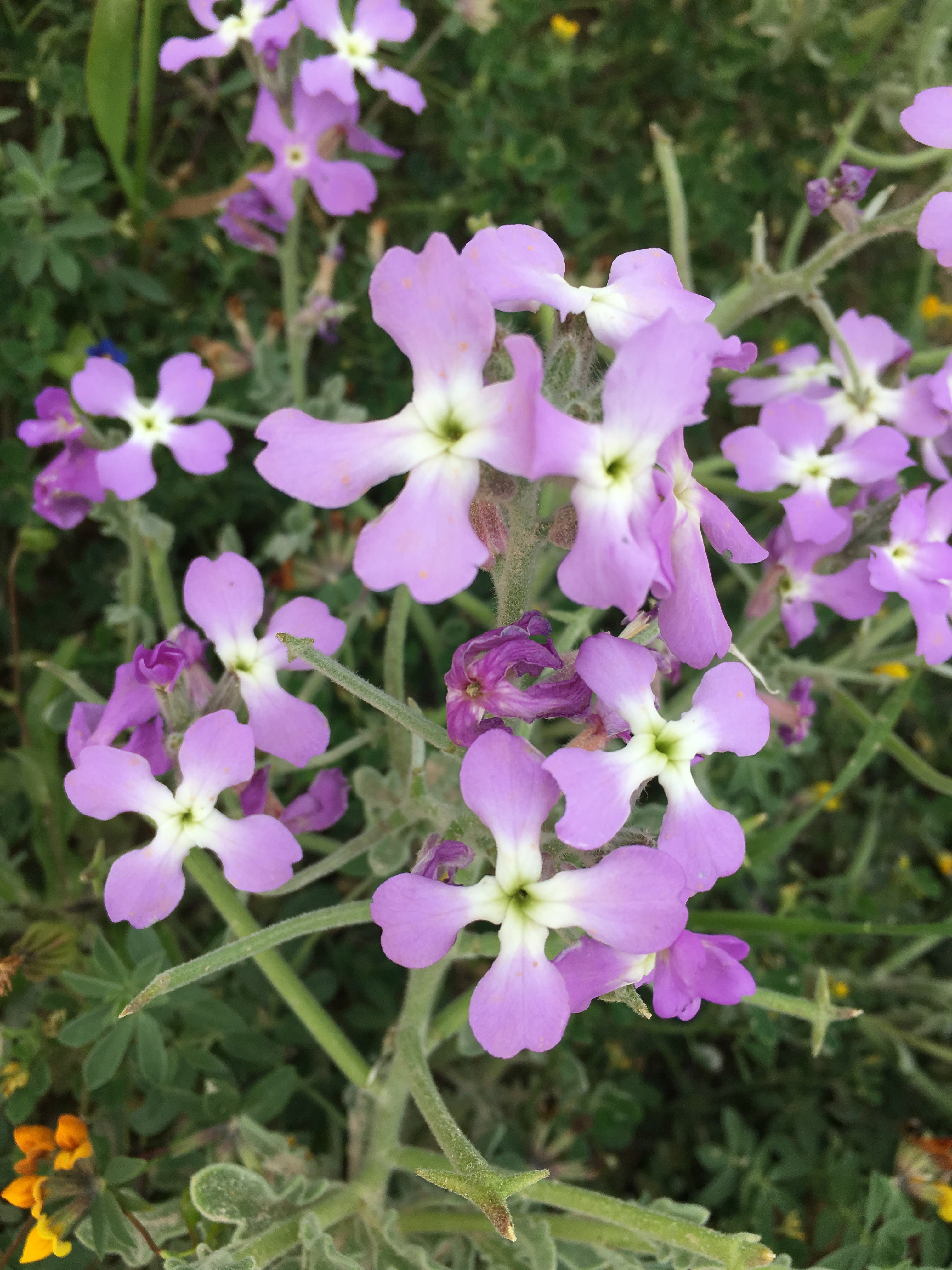
Vierzählige Blüten der Dreihörnigen Levkoje (Matthiola tricuspidata)

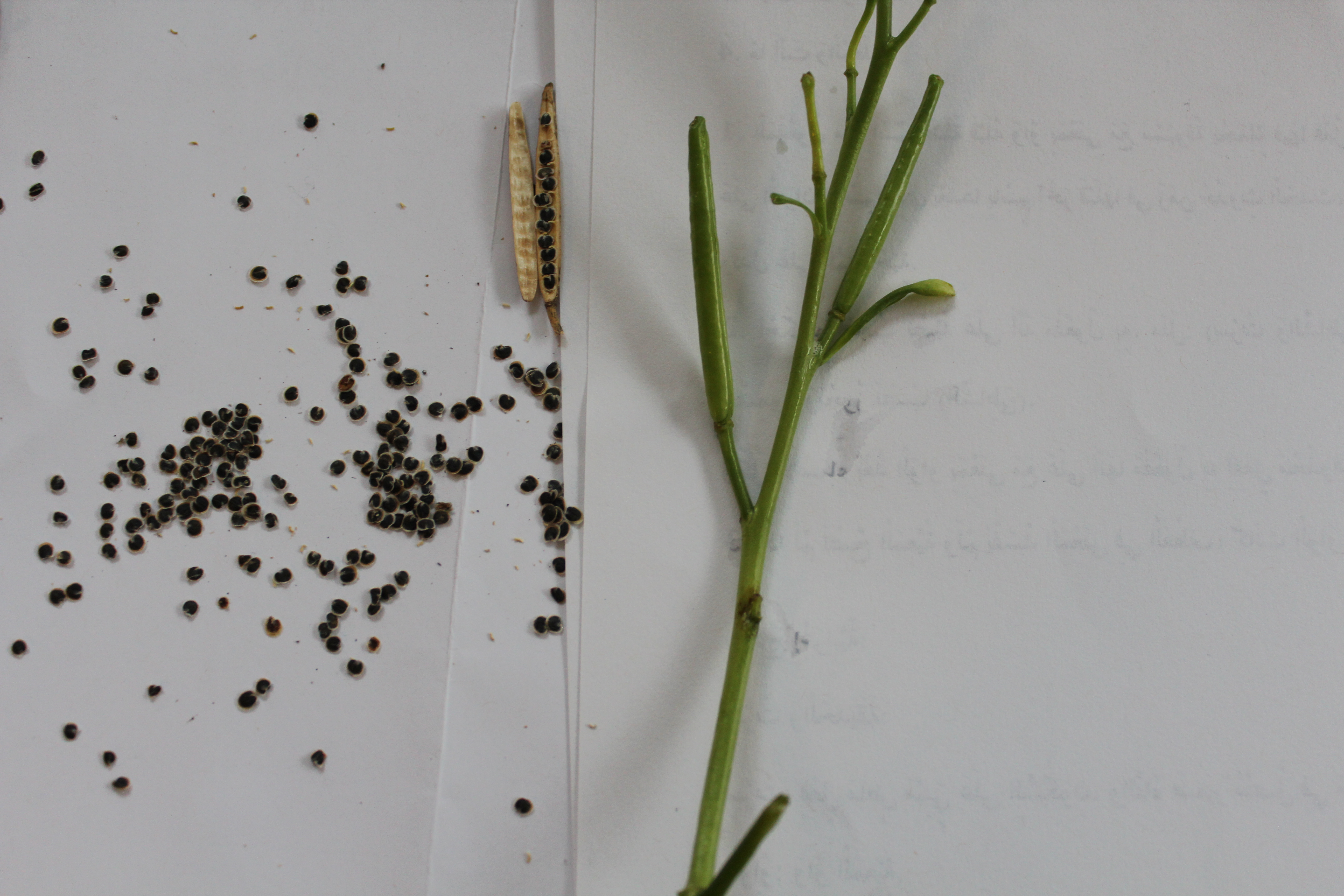
Früchte und Samen der Garten-Levkoje (Matthiola incana)

### Vegetative Merkmale
Matthiola-Arten sind ein-, zweijährige bis ausdauernde krautige Pflanzen oder Halbsträucher, die Wuchshöhen von 10 bis 80 Zentimetern erreichen. Die Pflanzenteile sind je nach Art mit unterschiedlichen Trichomen behaart. Die aufrechten, aufsteigenden bis liegenden Stängel können verzweigt sein.
Die grundständigen und wechselständig, spiralig am Stängel angeordneten Laubblätter sind mindestens sehr kurz gestielt. Die Blattspreite ist einfach, gebuchtet bis fiederspaltig, der Blattrand glatt, gezähnt oder gesägt. Bei manchen Arten sind die Blätter graufilzig behaart. Nebenblätter fehlen.

### Generative Merkmale
Die gestielten Blüten stehen in manchmal anfangs schirmtraubigen, nach der Streckung der Blütenstandsachse immer traubigen Blütenständen zusammen. Hochblätter fehlen.
Die duftenden, zwittrigen Blüten sind radiärsymmetrisch und vierzählig mit doppelter Blütenhülle (Perianth). Die vier freien, länglichen bis lanzettlichen oder linealischen Kelchblätter stehen sich kreuzgegenständig gegenüber; die zwei inneren sind an ihrer Basis sackartig. Die vier freien, breit verkehrt-eiförmigen, spatelförmigen, länglichen oder linealen, lang genagelten Kronblätter sind flach oder kreisförmig nach innen eingerollt, weisen Farben von Weiß über Rosa bis Violett, Gelb, grünlich Gelb bis Braun auf und sind viel länger als die Kelchblätter. Es ist ein Diskus und es sind vier oder zwei Nektardrüsen vorhanden. Es gibt sechs freie, fertile Staubblätter. Zwei Fruchtblätter sind zu einem oberständigen Fruchtknoten verwachsen, der durch eine „Falsche Scheidewand“ in zwei Kammern mit (ein bis) drei bis fünfzig Samenanlagen geteilt ist. Der Griffel ist bei manchen Arten kaum erkennbar, er endet in zweilappigen Narben, die zwei oder drei hornartige Anhängsel besitzen können.
Es sind schlanke oder gedrungene Fruchtstiele vorhanden. Die oft geraden Schoten sind 45 bis 160 Millimeter lang und enthalten 40 bis 100 Samen. Die zwei flaumig behaarten Fruchtklappen besitzen einen hervorstehenden Mittelnerv. Das Replum ist gerundet und das Septum ist vollständig ausgebildet. Die abgeflachten, länglichen, eiförmigen bis mehr oder weniger kugelförmigen Samen besitzen schmale Flügel oder sind ungeflügelt. Die Samenschale ist schwach netzartig und wird im nassen Zustand nicht klebrig-schleimig.

### Chromosomensatz
Die Chromosomengrundzahl beträgt x = 7.

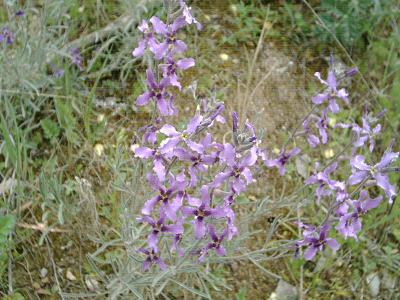
Trübe Levkoje (Matthiola fruticulosa)

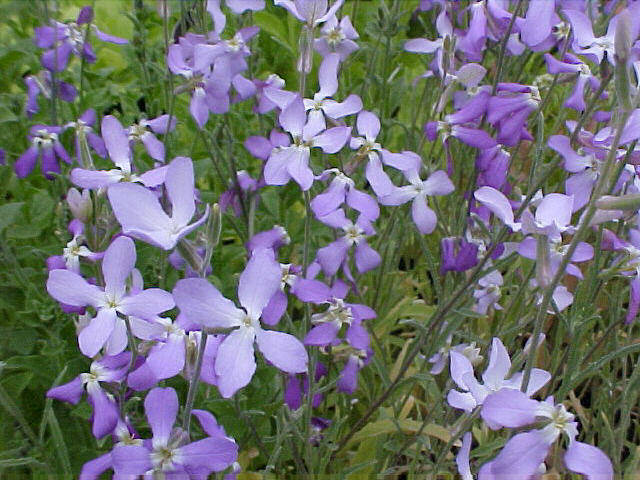
Matthiola longipetala

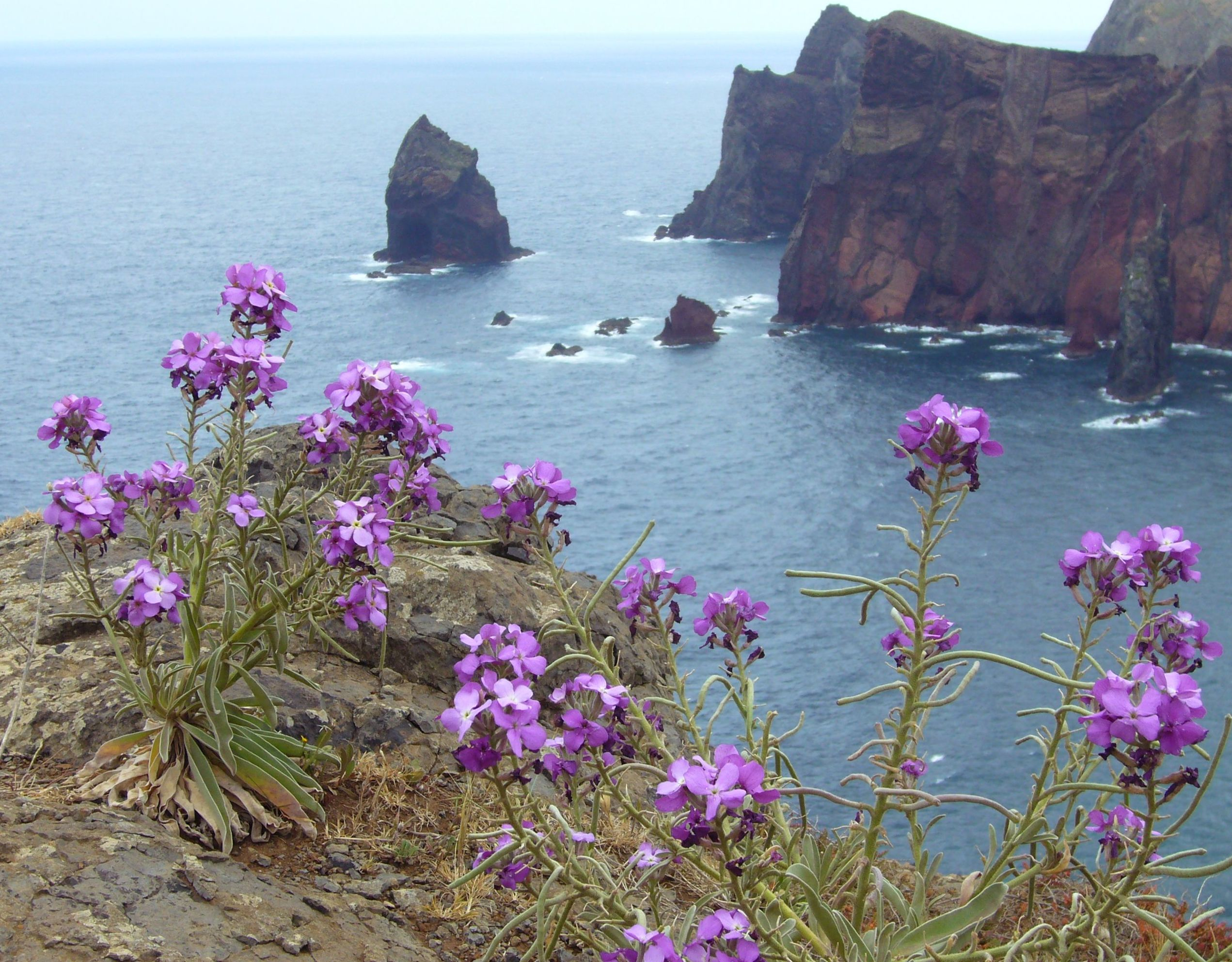
Madeira-Levkoje (Matthiola maderensis)

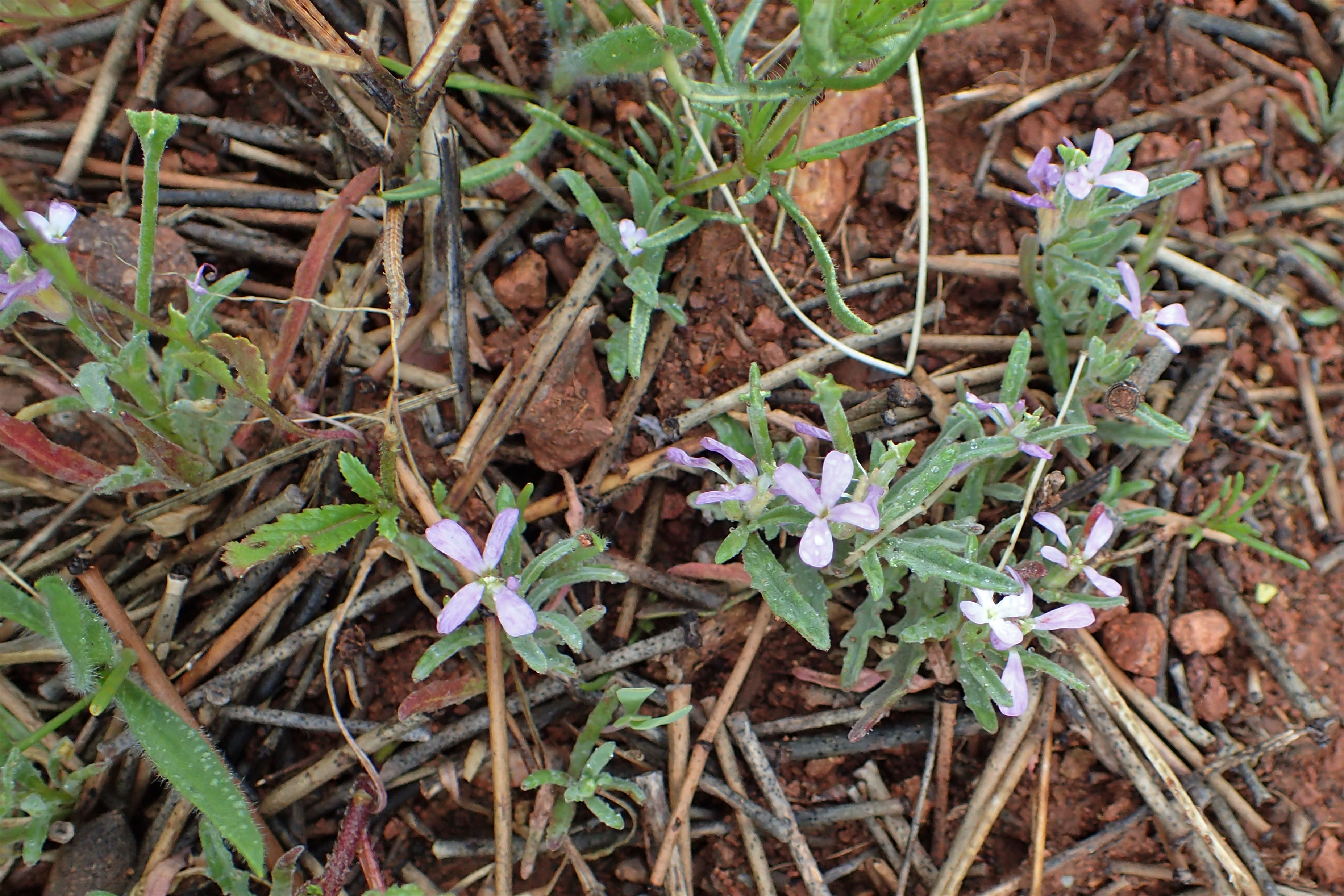
Matthiola parviflora

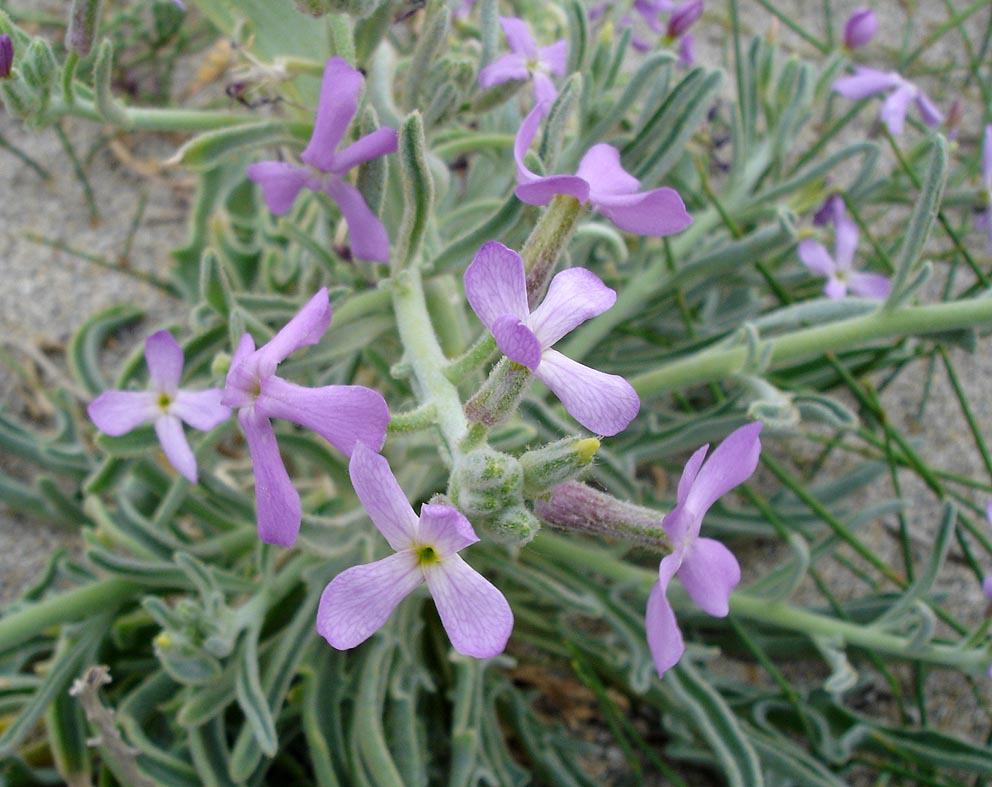
Strand-Levkoje (Matthiola sinuata)

## Systematik
Die Gattung Matthiola gehört zur Tribus Anchonieae in der Familie der Brassicaceae.

### Namensgebung und Taxonomie
Der Name Levkojen kommt vom griechischen Wort leukoion für „Weißveilchen“. Der Gattungsname Matthiola wurde erst 1812 von Robert Brown im Werk von William Townsend Aiton Hortus Kewensis, Band 4, Seite 119 gültig veröffentlicht. Der Gattungsname Matthiola ehrt den italienischen Arzt und Botaniker Pietro Andrea Mattioli.
Bereits im Jahr 1753 hatte Carl von Linné einer heute Guettarda scabra (L.) Lam. genannten Art der Rötegewächse den Namen Matthiola scabra gegeben. Diese Beschreibung wurde aber zugunsten des später beschriebenen Namens Matthiola verworfen.
Synonyme für Matthiola sind: Mathiola W.T.Aiton, Mathiolaria Chevall., Pirazzia Chiov.

### Arten und ihre Verbreitung
Es gibt 50 bis 60 Matthiola-Arten. Hier eine Auswahl:
- Matthiola afghanica Rech. f. & Köie[3]
- Matthiola alyssifolia (DC.) Bornm.[3]
- Matthiola anchoniifolia Hub.-Mor.: Sie kommt in der Türkei vor.[4][3]
- Matthiola arabica Boiss.[3]
- Matthiola bolleana H.Christ (Syn.: Matthiola fruticulosa var. bolleana (H.Christ) Sunding)[3]
- Matthiola bucharica Czerniak.[3]
- Matthiola capiomontana (Durieu) Pomel[3]
- Matthiola caspica (N.Busch) Grossh.[3]
- Matthiola chenopodiifolia Fisch. & Mey.:[3] Das Verbreitungsgebiet umfasst Iran, Afghanistan, Pakistan sowie Turkmenistan.
- Matthiola chorassanica Bunge ex Boiss.:[3] Sie kommt im Iran vor.
- Matthiola codringtonii Rech. f.[3]
- Matthiola crassifolia Boiss. & Gaill.[3]
- Matthiola czerniakowskae Botsch. & Vved.[3]
- Matthiola daghestanica (Conti) N.Busch[3]
- Matthiola damascena Boiss.: Sie kommt im Gebiet von Libanon und Syrien vor.[4][3]
- Matthiola dumulosa Boiss. & Buhse[3]
- Matthiola erlangeriana Engl.[3]
- Matthiola farinosa Bunge ex Boiss.[3]
- Matthiola flavida Boiss.[3] (Syn.: Matthiola odorata var. stricta Conti): Sie kommt im Iran, in Afghanistan, Pakistan, Kaschmir sowie Turkmenistan vor.
- Matthiola fragrans Bunge[3]
- Trübe Levkoje[5] (Matthiola fruticulosa (L.) Maire, Syn.: Matthiola tristis (L.) R.Br.): Sie kommt in Südeuropa, Vorderasien und in Nordafrika vor. Es gibt drei Unterarten:[3]
  - Matthiola fruticulosa subsp. coronopifolia (Sm.) Giardina & Raimondo (Syn.: Matthiola coronopifolia (Sm.) DC.): Sie hat seit 2007 den Rang einer Unterart.[3]
  - Matthiola fruticulosa (L.) Maire subsp. fruticulosa[3]
  - Matthiola fruticulosa subsp. valesiaca (Boiss.) Rouy & Foucaud[3]
- Matthiola ghorana Rech. f.[3]
- Matthiola glutinosa Jafri[3]
- Matthiola graminea Rech. f.[3]
- Garten-Levkoje (Matthiola incana (L.) R.Br., Syn.: Matthiola annua Sweet): Es gibt etwa drei Unterarten:[3]
  - Matthiola incana (L.) W.T.Aiton subsp. incana[3]
  - Matthiola incana subsp. melitensis Brullo, Lanfr., Pavone & Ronsisvalle[3]
  - Matthiola incana subsp. rupestris (DC.) Nyman[3]
- Matthiola iranica Zeraatkar & al.[3]
- Matthiola longipetala (Vent.) DC.: Es gibt etwa acht Unterarten:[3]
  - Matthiola longipetala subsp. aspera (Boiss.) Greuter & Burdet[3]
  - Matthiola longipetala subsp. bicornis (Sm.) P.W.Ball[3]: Sie kommt in Griechenland vor.
  - Matthiola longipetala subsp. hirta (Conti) Greuter & Burdet[3]
  - Matthiola longipetala subsp. kralikii (Pomel) Maire[3]
  - Grünliche Levkoje (Matthiola longipetala subsp. livida (Delile) Maire):[3] Sie kommt in Nordafrika und Vorderasien vor.
  - Großblütige Levkoje (Matthiola longipetala (Vent.) DC. subsp. longipetala):[3] Sie kommt in Russland, in der Ukraine, in Griechenland, Nordafrika und Westasien von Kleinasien bis zum Sinai vor. Sie ist in Europa, Australien und Nordamerika ein Neophyt.
  - Matthiola longipetala subsp. pumilio (Sm.) P.W.Ball[3]
  - Matthiola longipetala subsp. viridis (Conti) Maire[3]
- Matthiola lunata DC.: Sie kommt in Südspanien, Mallorca, in Marokko, Algerien, Tunesien und Libyen vor.[4]
- Matthiola macranica Rech. f.:[3] Sie ist ein Endemit von Baluchistan.
- Madeira-Levkoje (Matthiola maderensis Lowe):[3] Dieser Endemit kommt nur auf Madeira vor.
- Matthiola maroccana Coss.:[3] Sie kommt nur in Algerien und Marokko vor.
- Matthiola masguindalii Pau: Sie kommt in Marokko vor.[4][3]
- Matthiola montana Boiss.[3]
- Matthiola obovata Bunge (Syn.: Matthiola runcinata Regel)[3]
- Matthiola odoratissima (Pall. ex M. Bieb.) W.T.Aiton[3]
- Matthiola ovatifolia (Boiss.) Boiss.:[3] Sie kommt nur im Iran vor.
- Matthiola parviflora (Schousb.) W.T.Aiton:[3] Sie kommt in Spanien und im südlichen Portugal, in Israel und in Nordafrika vor.[4] Auf den Kanaren und auf Madeira ist die Ursprünglichkeit zweifelhaft.[4]
- Matthiola perennis P.Conti (Syn.: Matthiola fruticulosa subsp. perennis (Conti) P.W.Ball):[3] Dieser Endemit kommt nur im nordwestlichen Spanien vor.[4]
- Matthiola perpusilla Rech. f.[3]
- Matthiola revoluta Bunge ex Boiss.[3]
- Matthiola robusta Bunge[3]
- Matthiola shehbazii Ranjbar & Karami[3]
- Matthiola shiraziana Zeraatkar & al.:[3]
- Strand-Levkoje[5] (Matthiola sinuata (L.) R.Br.):[3] Sie ist in Europa an den Küsten Süd- und Westeuropas, in Nordafrika und Westasien beheimatet.[4]
- Matthiola spathulata Conti[3]
- Matthiola stoddartii Bunge[3]
- Matthiola superba Conti[3]
- Matthiola tatarica (Pall.) DC.[3]
- Matthiola tianschanica Sarkisova[3]
- Matthiola torulosa (Thunb.) DC.[3]
- Dreihörnige Levkoje[5] (Matthiola tricuspidata (L.) W.T.Aiton): Es gibt zwei Unterarten:[3]
  - Matthiola tricuspidata subsp. pseudoxyceras (Conti) Jafri[3]
  - Matthiola tricuspidata (L.) W.T.Aiton subsp. tricuspidata:[3] Sie kommt in Südeuropa, Nordafrika und Vorderasien vor.
- Matthiola trojana Dirmenci, Satıl & Tümen[3]